# Ruta Nacional 21 (Colombia)
La Ruta Nacional 21 es una ruta colombiana de tipo troncal que inicia en la ciudad de Montería, departamento de Córdoba y finaliza en el municipio de Lorica ,departamento de Córdoba donde cruza con los tramos 9003 y 9004 de la Ruta Nacional 90.  

## Antecedentes
La ruta fue establecida en la Resolución 339 de 1999 tomando el tramo 9003 entre Montería y Lorica que hacía parte de la Ruta Nacional 90 según Resolución 3700 de 1995. Sin embargo, en el trazado de la Ruta se tenía planeado iniciar en el Sitio de Guapá (Municipio de Chigorodó) en el departamento de Antioquia y pasar el municipio de Tierralta en Córdoba y cruzarse con la Ruta Nacional 23 en el sitio de K15, pero nunca se definieron tramos aunque la vía entre Tierralta y el K15 lleva la nomenclatura 2102, sin embargo es una carretera secundaria departamental.   

## Descripción de la ruta
La ruta posee una longitud total de 85,87 km. aproximadamente dividida de la siguiente manera:

### Ruta actual[1]
| Código | Tipo     | Recorrido                     | Clasificación SINC                   | PR Inicial | PR Final | Longitud km. |
| ------ | -------- | ----------------------------- | ------------------------------------ | ---------- | -------- | ------------ |
| 2103   | Tramo    | Montería - Lorica             | Alternas a la Transversal del Caribe | 0+0000     | 49+1360  | 50,36        |
| 21CRA  | Variante | Variante Oriental de Montería | Acceso a Montería                    | 0+0000     | 6+0780   | 6,78         |
| 21CR04 | Ramal    | Santa Lucía - San Pelayo      | Alternas a la Transversal del Caribe | 0+0000     | 28+0733  | 28,73        |

- Total kilómetros a cargo de INVIAS: 5,96 km.
- Total Kilómetros en concesión por la ANI: 79,91 km.
- Total Kilómetros en concesión departamental: 0 km.
- Total tramos (incluido tramos alternos): 1
- Total pasos o variantes: 1
- Total ramales: 0
- Total subramales: 0
- Porcentaje de vía en Doble Calzada: 16%
  -  2103  Montería - Cereté: 6,94 km aprox.
  -  21CRA  Variante Oriental de Montería: 6,78 km aprox.
- Porcentaje de Vía sin pavimentar: 0%

## Municipios
Las ciudades y municipios por los que recorre la ruta son los siguientes (fondo azul: recorrido actual; Fondo gris: recorrido anterior o propuesto; texto en negrita: recorre por el casco urbano; texto azul: Ríos):
| Tramo | Municipio  | Recorrido | Departamento |
| ----- | ---------- | --- | ------------ |
| 2101  | Turbo      | Guapá; Cruce 6202 (Cruce 6202 ). | Antioquia    |
| 2102  | Tierralta  | Central Hidroeléctrica Urrá; Puerto Frasquillo; Frasquillo Nuevo; Campo Bello; Tierralta; Nueva Esperanza (Acceso 21CR01 a Valencia). | Córdoba      |
| 2102  | Montería   | Betana, Tres Piedras (Acceso), Maracayo, La Esperanza (Acceso); San Anterito (Acceso); K15 (Cruce 2310 ); Montería                    | Córdoba      |
| 2103  | Montería   | Montería (Variante 21CRA que une con Tramo 2310 ); Aeropuerto los Garzones.                                                           | Córdoba      |
| 2103  | Cereté     | Cereté (Cruce 7402 ); Aeropuerto los Mochuelos (Cruce 74CRA ).                                                                        | Córdoba      |
| 2103  | San Pelayo | San Pelayo (Ramal 21CR04 hacia Santa Lucía); Carrillo; Abrojal.                                                                       | Córdoba      |
| 2103  | Lorica     | Mata de Caña; Guamal (Acceso a Los Monos); Palo de Agua (Acceso); La Palma; Lorica (Cruce 9003 y 9004 ).                              | Córdoba      |

## Concesiones y proyectos
Actualmente la ruta posee los siguientes proyectos y concesiones:

### Concesiones y proyectos actuales
| Código | Sector                        | Tipo          | Cód. proyecto | Nombre Proyecto          | Concesionaria                        | Unidad Funcional                          | Etapa        | PR Inicial | PR Final | Longitud km. |
| ------ | ----------------------------- | ------------- | ------------- | ------------------------ | ------------------------------------ | ----------------------------------------- | ------------ | ---------- | -------- | ------------ |
| 2103   | Montería - Cereté             | Concesión ANI | 3G006         | Córdoba - Sucre          | Autopistas de la Sabana S.A.         | UF 1 (Montería - Cereté)                  | Construcción | 0+0000     | 6+0942   | 6,94         |
| 2103   | Cereté - Lorica               | Concesión ANI | 4G016         | IP - Antioquia - Bolívar | Concesión Ruta al Mar SAS CORUMA SAS | UF 2 (Cereté - Lorica)                    | Construcción | 10+0764    | 48+0222  | 37,46        |
| 21CRA  | Variante Oriental de Montería | Concesión ANI | 3G006         | Córdoba - Sucre          | Autopistas de la Sabana S.A.         | UF 5 (Paralela a la circular de Montería) | Construcción | 0+0000     | 6+0780   | 6,78         |

### Concesiones y proyectos de rutas anteriores
| Código | Sector                                         | Tipo            | Cód. proyecto | Nombre Proyecto                                | Concesionaria                                             | Unidad Funcional | Etapa      | PR Inicial | PR Final | Longitud km. |
| ------ | ---------------------------------------------- | --------------- | ------------- | ---------------------------------------------- | --------------------------------------------------------- | ---------------- | ---------- | ---------- | -------- | ------------ |
| 2102   | Tierralta - K15                                | Proyecto INVIAS | NA            | Tierralta - K15 (OCAD-PAZ)                     | DUMAR INGENIEROS S.A.S.                                   | NA               | Finalizado | NA         | NA       | 1,00         |
| 2102   | Carretera K15 - Tierralta - San Pedro de Urabá | Proyecto INVIAS | VE056         | Carretera K15 - Tierralta - San Pedro de Urabá | SOLARTE NACIONAL DE CONSTRUCCIONES S.A.S – SONALCOL S.A.S | NA               | Finalizado | NA         | NA       | 65,00        |

## Recorrido
En el detalle de la ruta se hace una breve descripción del trazado inicial de la Ruta Nacional por los principales sitios de Colombia. Las distancias son aproximadas:
| KBHFa |  | Pendiente por realizar | Pendiente por realizar |       |
|       |  |                        |                        | KBHFa |